# Mizao Bling
Mizao Bling est une localité du Cameroun située dans la commune de Moutourwa, le département du Mayo-Kani et la Région de l'Extrême-Nord, au pied des monts Mandara, à proximité de la frontière avec le Tchad.

## Situation
Mizao Bling est situé à 10° 09′ 46,8″ N, 14° 16′ 12,2″ E.